# Anton Brus von Müglitz

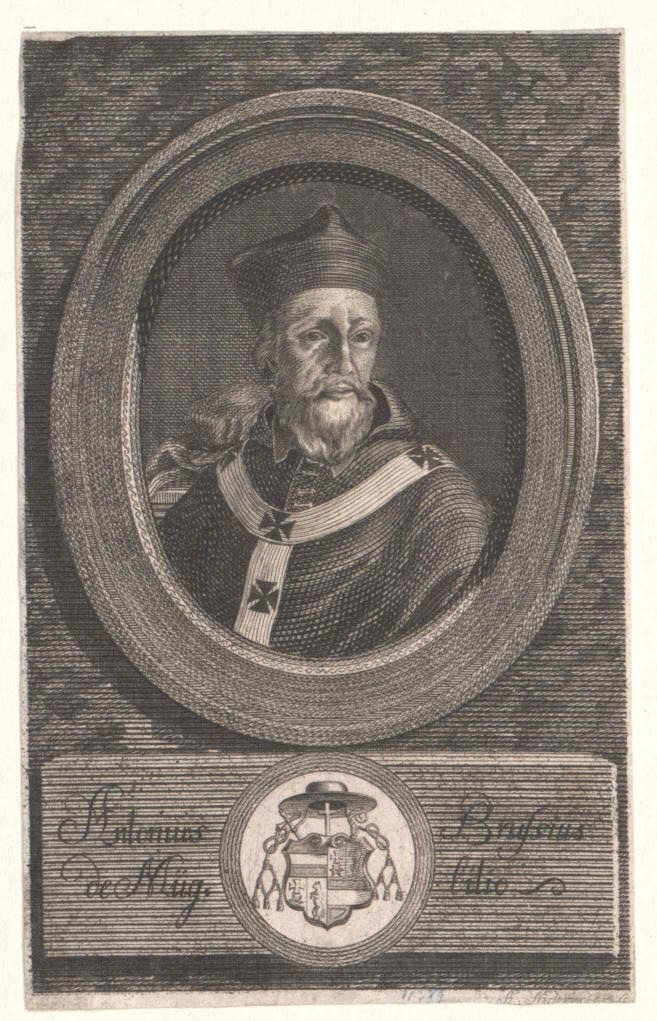
Anton Brus von Müglitz

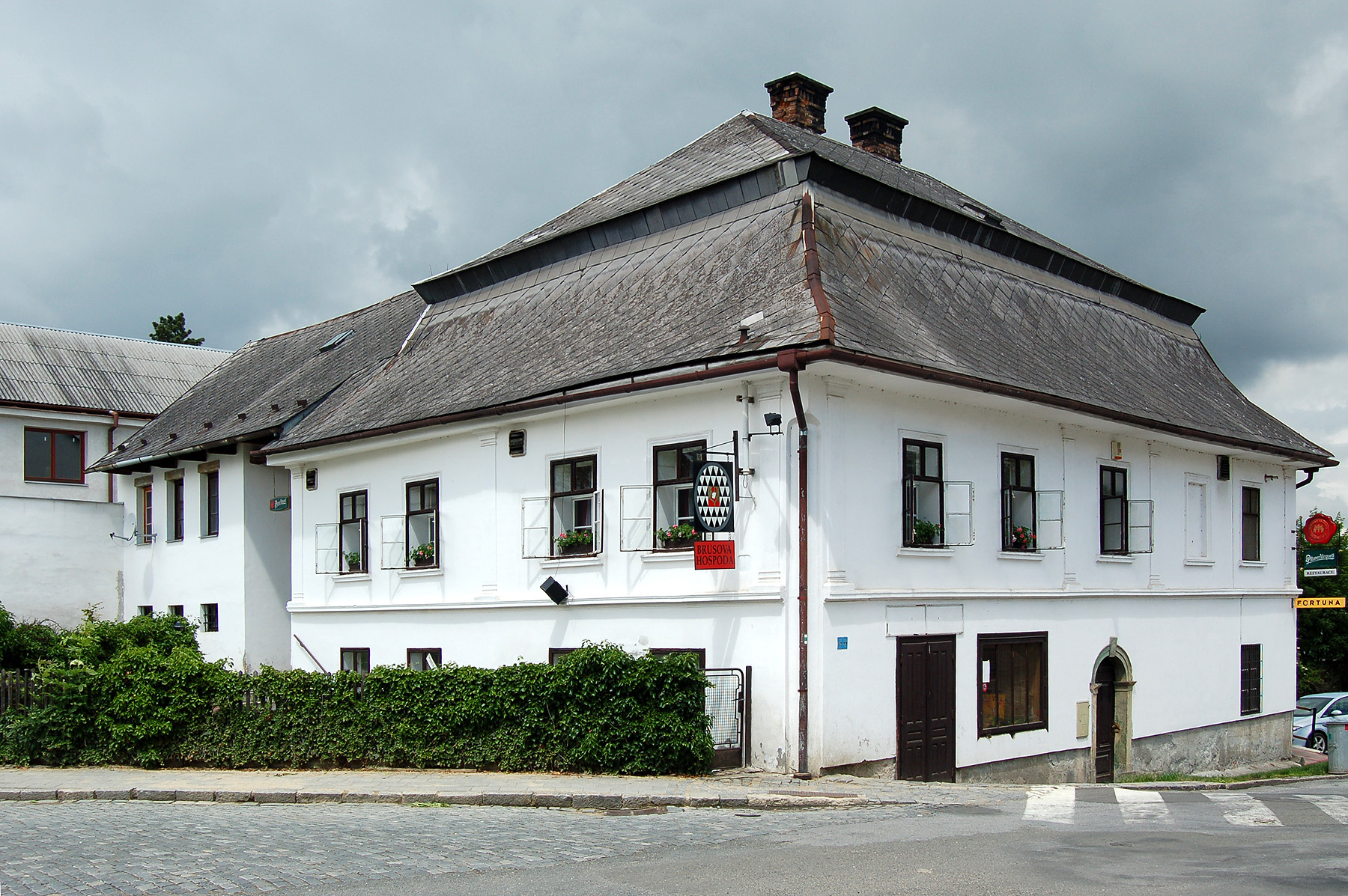
Das Gasthaus in Müglitz erinnert an die Persönlichkeit von Antonín Brus in seiner Heimatstadt

Anton Brus von Müglitz (tschechisch: Antonín Brus z Mohelnice, * 13. Februar 1518 in Müglitz; † 28. August 1580 in Prag) war Bischof von Wien und Erzbischof von Prag.

## Werdegang
Brus studierte in Prag und Krakau, trat dann in den Ritterorden der Kreuzherren mit dem Roten Stern ein und wurde 1541 zum Priester geweiht. Der junge Geistliche meldete sich freiwillig zum Kampf gegen die Türken in Ungarn und war 1542–1545 Feldgeistlicher bei den Truppen des mährischen Feldherren Jindrich Meziříčský z Lomnice. Nach dem Waffenstillstand war Brus in böhmischen Ordenspfarreien als Seelsorger tätig. 1552 wurde er zum Hochmeister der Kreuzherren gewählt. Von Kaiser Ferdinand I. wurde er, als der Türkenkrieg erneut ausbrach, zum obersten Feldprediger und Generalvikar für die kaiserlichen Truppen ernannt.

## Bischof von Wien
1558 wurde Brus zum Bischof von Wien ernannt und wirkte gleichzeitig als geistlicher und kirchenpolitischer Berater am kaiserlichen Hof.

## Erzbischof von Prag
Wegen seiner Fähigkeiten, aber auch weil er von den Einkünften des Kreuzherrenordens leben konnte, entschloss sich Ferdinand I. 1561, Anton Brus von Müglitz zum Erzbischof von Prag zu erheben. Nach über 140 Jahren Vakanz seit den Hussitenstürmen war Brus der erste Erzbischof der böhmischen Metropole. Seine Aufgabe bestand darin, die Bistumsverwaltung zu erneuern und dem katholischen Glauben im mehrheitlich utraquistischen und protestantischen Böhmen wieder Ansehen zu verschaffen. Der Erzbischof sah seinen wichtigsten Wirkungsbereich in der Reform der Sitten bei Klerus und Volk. Zwang und Verfolgung als Mittel der Bekehrung von Häretikern lehnte er ab.
Der Kaiser unterstellte auch die Utraquisten und ihr Konsistorium der erzbischöflichen Jurisdiktion, worauf diese zunächst eingingen, weil sich Brus für gewisse Zugeständnisse ihnen gegenüber einsetzte. Die Utraquisten ließen ihre Priester vom Erzbischof weihen, weigerten sich aber, ihren Klerus von den Diözesanbehörden auf die katholische Lehre prüfen und verpflichten zu lassen.
Seit 1562 nahm er als kaiserlicher Legat und Orator am Konzil von Trient teil, wo er ebenfalls auf einen Ausgleich mit den (Alt)-Utraquisten drängte und 1564 zumindest die Bewilligung der Kelchkommunion für sie durchsetzen konnte, die später vom Heiligen Stuhl wieder verboten wurde. Nachfolgend konnte der Prager Erzbischof die endgültige Hinwendung der meisten Utraquisten zum Protestantismus nicht mehr verhindern. Ab 1573 nahm er keine Weihen von hussitischen Priestern mehr vor.
Anton Brus von Müglitz stand im Kontakt zu verschiedenen katholischen Reformern, so zum Beispiel zu seinem mährischen Landsmann Johann Leisentrit, der in Bautzen wirkte. Der Erzbischof verstarb in Prag und wurde im Veitsdom begraben.

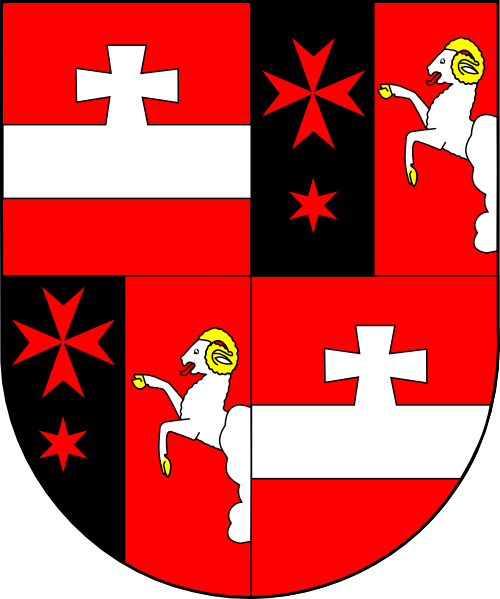
Wappen als Bischof von Wien
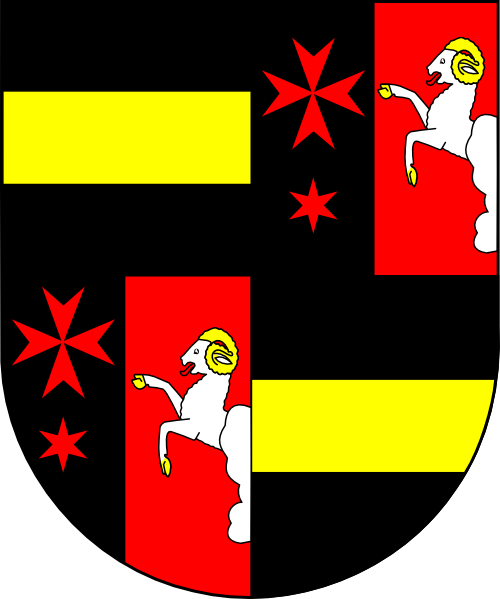
Wappen als Erzbischof von Prag